# 五角寺
五角寺位於四川省德陽市中江縣，文物遺址年代判定為清。2012年7月16日公佈為第八批四川省文物保護單位。
五角寺位於四川省德陽市中江縣永太鎮東溝村3組五角山〈舊稱靈泉山）北面半山腰上，始建於清乾隆十八年（1753），後多次補建。坐南向北，復合四合院佈局，平面呈長方形，占地面積2545平方公尺，建築面積2127平方公尺。中軸線上主體建築共分為三殿，即天王殿、大雄殿、圓通殿（觀音殿），殿與殿之間有庭院相隔；主體建築及庭院兩側為廂房等建築，圓通殿左廂房外側另建有祖師殿。全部建築均採用木、石、泥材料建造，小青瓦屋頂，屋宇相連。祖師殿建於清道光二十九年（1849），穿斗式梁架，懸山式屋頂，面闊一間6公尺，進深二間6公尺，內有佛教禪宗臨濟宗三十八代傳人天寂和尚靈骨石龕，上刻天寂和尚生平銘文。該寺廟及其寺內遺存文物對研究清代民間寺廟建築、佛教禪宗歷史演變具有較重要的作用。2006年，五角寺被德陽市人民政府公佈為市級文物保護單位。